# Eupogonesthes
Eupogonesthes is een monotypisch geslacht van straalvinnige vissen uit de familie van Stomiidae.

## Soort
- Eupogonesthes xenicus Parin & Borodulina, 1993